# Antal Nagy de Buda
Antal Nagy de Buda (?-Cerca de Cluj-Napoca, 10-14 de diciembre de 1437) fue un noble menor del condado de Kolozs, Transilvania que lideró la primera revuelta campesina importante de la Hungría medieval en 1437. Murió en la batalla que puso fin al levantamiento. 

## Biografía
Antal Nagy de Buda residió en Diós, condado de Kolozs. Su nombre podría indicar que su familia procedía de Nagybuda, en la actual Rumanía. Como soldado, participó en las guerras husitas en Bohemia, donde se familiarizó por primera vez con el husitismo y el estilo de combate.
En Transilvania, la nobleza gravaba cada vez más a los campesinos a lo largo de la década de 1430. La depreciación de la moneda del rey Segismundo, que obligó por ley a la gente a cambiar las monedas y hacer una nueva con menos proporción de plata, provocó particularmente grandes protestas y hostilidad. El obispo György Lépes, además, excomulgó a los siervos de la iglesia si se negaban a pagarle el diezmo. Debido a la brutal opresión de los nobles, muchos siervos se convirtieron en seguidores de Jan Hus en Transilvania.
A los campesinos reunidos en la colina de Bábolna en 1437 se les unió Antal Nagy, junto con muchos otros pequeños nobles que tampoco estaban satisfechos. Antal Nagy fue elegido entonces líder por los insurgentes porque tenía experiencia militar. Comenzó así la guerra campesina de Transilvania.
Después de que los enviados de los campesinos fueran asesinados por el voivoda transilvano Ladislao Csáki, Antal Nagy reunió a los ejércitos campesinos húngaros y rumanos (así como el ejército regular de algunos nobles). Habiendo experimentado el estilo de lucha husita, dispuso a los insurgentes en un castillo de carros, consiguiededo atacar y derrotar al ejército de caballeros de los nobles que habían marchado contra ellos en Dés. Los nobles se vieron obligados a negociar con los insurgentes y su líder. El primer tratado de Kolozsmonostor fue roto por los nobles tan pronto como se reunió otra fuerza armada. En Apáti, sin embargo, los campesinos volvieron a vencer, y Antal Budai Nagy marchó contra Kolozsvár. Sin embargo, a pesar de la victoria, el segundo tratado de Kolozsmonostor fue seguido por más enfrentamientos a finales de otoño. El ejército de Antal Nagy perdió muchos campesinos debido a las bajas y las deserciones. De todos modos reunió a su fuerza principal para oponerse al ejército de Transilvania que marchaba contra Kolozsvár. Continuaron luchando con resolución, pero finalmente cayó el líder campesino, en la batalla decisiva entre el 10 y el 14 de diciembre. El levantamiento pronto fracasó, pero hasta que Kolozsvár fue reconquistado por el ejército el 8 de enero de 1438, todavía había focos de revuelta campesina en el norte de Transilvania y el Tiszántúl.

## En la ficción
- Géza Hegedüs, Az erdőntúli veszedelem című történelmi regényében állít emléket Budai Nagy Antalnak és az általa vezetett parasztfelkelésnek. 1950.
- Károly Kós, Budai Nagy Antal. 1936.
- József Hunyady, Oroszlán és gödölye. 1970